# Araguaya-klass (jagare)
Araguaya-klass var en Brasiliansk jagarklass bestående av sex fartyg namngivna efter floder, Araguaya, Acre, Amazonas, Araguari, Apa och Ajuricaba. Fartygen byggdes mellan 1943 och 1946 vid Ilha des Cobras-varvet.
Besättningen bestod av 190 man, vikten var 1829 ton, dimensionerna 98,5 x 10,7 x 2,6m. Räckvidden var 9265 km. Framdrivningen bestod av två turbiner som gav kraft till två propellrar, maxhastigheten var 35,5 knop. Beväpningen bestod av 4 x 127 mm och 2 x 40 mm kanoner.